# Morten Korch - Solskin kan man altid finde
Morten Korch - Solskin kan man altid finde er en portrætfilm fra 1999 instrueret af Christian Braad Thomsen efter eget manuskript.

## Handling
Morten Korch var modsætningsfyldt, både som menneske og som forfatter. Han er Danmarks mest læste forfatter, men litterater har frakendt hans bøger enhver kunstnerisk værdi, og bibliotekarer ville i mange år ikke udlåne hans bøger. I offentligheden talte Morten Korch for livsvarig troskab i ægteskabet, men i en hemmelig dagbog har han udførligt beskrevet sine udenomsægteskabelige erobringer: "... den Kjærlighedsnydelse, der er ulovlig, er den største, denne Fare, denne Forsigtighed, selv det forbudne ved det, giver Elskovsakten en Charme, der aldrig kan naas i legitime Forhold". Filmen rummer hidtil ukendte optagelser med Morten Korch, interviews med sønnen, med forfattere og filmfolk, samt klip fra de populære Morten Korch-film.